# Polnisch-schwedische Beziehungen
Die Polnisch-schwedische Beziehungen sind die außenpolitischen Beziehungen zwischen Polen und Schweden. Beide Staaten verbindet eine lange Geschichte und von 1561 bis 1722 eine gemeinsame Grenze in Livland.
Die polnisch-schwedische Beziehungen reichen zurück bis ins frühe Mittelalter. Bereits in der Antike siedelten die aus Schweden kommenden Goten im Weichseldelta und weiter entlang der Weichsel und dem Bug. Wikinger aus Schweden suchten im frühen Mittelalter die Ostseeküste in Pommern und die in sie mündenden Flussläufe heim. Im Hochmittelalter war Schweden teil Dänemarks, mit dem das Königreich Polen rege Handelsbeziehungen pflegte, siehe Dänisch-polnische Beziehungen. Polen-Litauen nahm den schwedischen König Karl VIII. im 15. Jahrhundert auf, als dieser aus Schweden fliehen musste. Über Katharina Jagiellonica kam es zur Verbindung zwischen den polnisch-litauischen Jagiellonen und dem schwedischen Haus Wasa, dessen Resultat die Personalunion zwischen Polen und Schweden unter Sigismund III. Wasa im ausgehenden 16. Jahrhundert war. Auf die Personalunion folgte eine Reihe von Kriegen im 17. und frühen 18. Jahrhundert, insbesondere die für Polen-Litauen verheerende Schwedische Sintflut von 1655 bis 1660. Zwischenzeitlich kam es zu mehreren Ausgleichen und Bündnisverträgen zwischen beiden Staaten in der zweiten Hälfte des 17. Jahrhunderts. Beide Staaten verloren im 18. Jahrhundert an Einfluss zugunsten von Russland, Polen-Litauen wurde von 1772 bis 1795 aufgeteilt und Schweden wurde von Russland als Führungsmacht im Ostseeraum verdrängt. Nach dem Ersten Weltkrieg nahmen beide Staaten wieder Beziehungen auf. Eine Fährverbindung zwischen Gdynia und Trelleborg wurde in den 1920er Jahren eingerichtet. Der Handelsaustausch wuchs, Polen importierte insbesondere schwedisches Eisenerz und Schweden polnische Kohle. Während des Zweiten Weltkriegs flohen viele Polen ins neutrale Schweden. 
Polen besitzt eine Botschaft in Stockholm und ein Honorarkonsulat in Göteborg. Schweden hat eine Botschaft in Warschau und Honorarkonsulate in Krakau, Danzig, Katowice, Stettin und Breslau.